# Purdy-szigetek
A Purdy-szigetek (angolul: Purdy Islands) egy lakatlan szigetcsoport a Csendes-óceán déli részén, a Bismarck-tenger területén, amely Pápua Új-Guineától nyugatra található. Közigazgatási szempontból Manus tartományhoz tartozik.

## Neve
Nevüket John Purdy angol hidrográfus után kapták 1817. február 16-án barátja, Abraham Bristow kapitány által.

## Földrajza
A szigetek 61 kilométerre délnyugatra helyezkednek el az Admiralitás-szigetek legnagyobb tagjának számító Manus-szigettől. A Purdy-szigeteken több korallképződmény is található.
Legnyugatabbra elhelyezkedő szigete, a Denevér-sziget (angolul Bat Island) alig éri el a 3,2 kilométeres hosszúságot. A szigetet nagyméretű fák borítják, valamint két magaslat található rajta, amelyeknek köszönhetően bizonyos távolságról úgy tűnik, mintha két különböző sziget lenne.
A Denevér-szigettől keletre található két apró sziget, a Vakondok-sziget (Mole Island) és a Egér-sziget (Mouse Island). Ezeket egy csatorna választja el egymástól, amelyen Sir Andrew Hammond átkelt, és kitűnőnek tartotta. Az utóbbi két sziget közül a Vakondok-sziget fekszik északnyugatabbra.